# Ugly Leaders
Ugly Leaders je bivši riječki hip hop sastav. Prvi hrvatski hip hop album Channel Is Deep & Beech izdaju 1992. Leadersi su prevladavali hip hop scenom tijekom 90-ih.

## Povijest sastava
Prva riječka hip hop grupa i jedna od prvih hrvatskih hip hop grupa sastavljena 1988. Grupu su osnovali tri prijatelja DJ Pimp Tha Ho, DJ R-33 Rock i MC Condom X. Prve snimke su počeli snimati krajem 1989. godine u jednom malom studiju u Opatiji uz pomoć njihovog tadašnjeg managera Damn Jay-a, no nezadovoljni kvalitetom snimaka prelaze u bolji studio gdje 1991. godine nastaje materijal za prvi Hrvatski hip hop album Channel is Deep & Beech izdan 1992. Prije tog materijala Leadersi su imali više nastupa po lokalnim i državnoj televiziji, po disco klubovima i slično. Ljeto 1992. godine Leadersi su trebali biti predgrupa grupi Public Enemy u Ljubljani, ali je koncert radi ratne situacije u bivšoj Jugoslaviji otkazan.
Njihov prvi video spot zvao se Ugly Leaders Are Funny?. Taj spot snimljen je posuđenom VHS kamerom, a izmixan isto u kućnoj produkciji. Spot je zbog loše kvalitete malo poboljšala Irena Ščurić te je bio prikazan na HRT u sklopu emisije Top DJ Mag, nakon toga Leadersi su snimili spot Hardcore koji je bio prikazan na HRT-u u sklopu emisije Hit Depo gdje je bio na top listi više od osam mjeseci. Nakon Toga snimljen je spot Panonian Beech koji nije bio emitiran na HRT-u radu cenzure, iako se tu ne može govoriti o pravoj cenzuri jer službenog objašnjenja nije bilo. No Leadersi ne staju sa svojim radom već snimaju sljedeći spot s MC Rob-G-em pod imenom 100 % Cotton. 
1994. godine DJ R odlazi iz grupe i par godine se bavi heavy metal glazbom i u grupu dolazi novi član Gigi. Početkom te godine snimljen je i drugi album Ugly Leaders-a Prisoners of Pain. Album je producirao poznati rock producent Denyken Music koji je ujedno, zajedno s Croatia Records i izdavač ovog albuma. Za singlove Drop Your Pussy i Svijet za Nas (RMX) s Laufer-om rade video spotove. Krajem '94 godine UL bili su jedina predgrupa na koncertu u zagrebačkom Domu Sportova Američkim hip hop ambasadorima Public Enemy & Ice-T.
1995. nastupaju na prvom hrvatskom D.M. C. prvenstvu (MC Buffalo je nastupao umjesto Condom-Xa jer je bio bolestan) na kojem je DJ Pimp osvojio treće mjesto kao DJ. Iste godine udružuju se uz Maderfa'N'kerze, MC Buffala, Unlogic Skill i Slum na kompilaciji i turneji RijeKKKa's Most Wanted koja je bila po većim gradovima Hrvatske i Slovenije. 
1996. DJ R se vraća u grupu. 1997. zajedno uz bitne riječke glazbenike pojavljuju se na pjesmi i spotu Ajmo Rijeka! Ri Val-a. Iste godine snimaju video spot za pjesmu On Da Mic s Rob-G-em koja se pojavila na DJ Pimpovoj kompilaciji Hip Hop Generacija 2000: Stop Ovisnosti. 
1999. najavljuju novi uradak pjesmom Ruke u Zrak! i slave 10. godišnjicu na emisiji Cro Session na HRTu. Sljedeće godine izlazi njihov zadnji uradak 2000EP. Iste godine bili su predgrupa Afrika Bambaataa-i u zagrebačkom Pauk-Skucu i 2001. Das EFX u klubu Aquarius. Nakon 2001. Ugly Leadersi su se razišli.

## Diskografija

### Albumi
- 1992.: Channel Is Deep & Beech
- 1994.: Prisoners of Pain
- 2000.: 2000EP

### Kompilacije
- 1995.: RijeKKKa's Most Wanted

### Spotovi
- 1992.: Ugly Leaders are Funny
- 1992.: Hardcore
- 1992.: Pannonian Beach
- 1993.: 100% Cotton (ft. MC Rob-G)
- 1994.: Droop Your Pussy
- 1994.: Svijet za Nas (Remix) (ft. Laufer)
- 1997.: On Da Mic (ft. Rob-G)
- 1997.: RI Band Aid - Ajmo Rijeka
- 1999.: Ruke u Zrak!
- 2000.: Ruke u Zrak! (Remix)
- 2000.: Tko je u kući/Znaš da istinu govorim

## Vanjske poveznice
- Ugly Leaders na discogs.com

1. ↑    Arhivirana inačica izvorne stranice od 30. svibnja 2016. (Wayback Machine) - Riječke Rock Himne, 2. veljače 2012.
2. ↑    - Hip Hop Unity, 6. kolovoza 2006.
3. ↑    - RiRock.com, 4. listopada 2007.